# Campionato Sudamericano 1963 (hockey su pista)
Il campionato sudamericano di hockey su pista 1963 è stata la 4ª edizione del torneo di hockey su pista per squadre nazionali maschili sudamericane. Il torneo si è svolto in Argentina a Buenos Aires dal 4 all'8 dicembre 1963.
A vincere il torneo fu l'Argentina per la seconda volta nella sua storia precedendo in classifica il Cile.

## Formula
Il campionato Sudamericano 1963 fu disputato da quattro selezioni nazionali tramite la formula del girone all'italiana con gare di sola andata. Vennero attribuiti due punti per l'incontro vinto, uno per l'incontro pareggiato e zero in caso di sconfitta. La prima squadra classificata venne proclamata campione.

## Squadre partecipanti
| Pr. | Squadra   | Partecipazioni precedenti al torneo |
| --- | --------- | ----------------------------------- |
| 1   | Argentina | 1956, 1959                          |
| 2   | Cile      | 1954, 1956, 1959                    |
| 3   | Colombia  | Esordiente                          |
| 4   | Uruguay   | 1954, 1956, 1959                    |

Nota bene: nella sezione "partecipazioni precedenti al torneo" le date in grassetto indicano la squadra che ha vinto quell'edizione del torneo

## Svolgimento del torneo

### Classifica finale
| Pos. | Squadra   | Pt | G | V | N | P | GF | GS | DR  |
| ---- | --------- | -- | - | - | - | - | -- | -- | --- |
| 1.   | Argentina | 6  | 3 | 3 | 0 | 0 | 15 | 4  | +11 |
| 2.   | Cile      | 3  | 3 | 1 | 1 | 1 | 15 | 9  | +6  |
| 3.   | Uruguay   | 3  | 3 | 1 | 1 | 1 | 10 | 9  | +1  |
| 4.   | Colombia  | 0  | 3 | 0 | 0 | 3 | 8  | 26 | -18 |

### Risultati
| Buenos Aires 4 dicembre 1963 | Argentina | 4 – 2 | Cile |  |

| Buenos Aires 5 dicembre 1963 | Colombia | 4 – 7 | Uruguay |  |

| Buenos Aires 6 dicembre 1963 | Argentina | 8 – 1 | Colombia |  |

| Buenos Aires 6 dicembre 1963 | Cile | 2 – 2 | Uruguay |  |

| Buenos Aires 7 dicembre 1963 | Cile | 11 – 3 | Colombia |  |

| Buenos Aires 8 dicembre 1963 | Argentina | 3 – 1 | Uruguay |  |